# Chrysopidae
Chrysopidae là một họ trong bộ Cánh gân. Họ này có 85 chi với số loài khác nhau giữa các nguồn, từ 1.300-2.000 loài  trong họ phân bố rộng khắp này. Các loài thuộc các chi Chrysopa và Chrysoperla rất phổ biến ở Bắc Mỹ và châu Âu, chúng rất giống nhau và rất nhiều các loài đã được di chuyển từ chi này sang chi kia nhiều lần, và trong các tài liệu phi khoa học thì việc gán một loài nào đó vào chi Chrysopa hay chi Chrysoperla hiếm khi có thể tin cậy được. Do chúng là những loài bọ cánh gân quen thuộc nhất đối với nhiều người ở phương Tây, nên chúng thường chỉ đơn giản gọi là "lacewing" (cánh ren hay cánh viền) trong tiếng Anh. Trong tiếng Việt, họ này còn được gọi là chuồn chuồn cỏ (từ tiếng Trung 草蛉 thảo linh) hay bọ mắt vàng (từ tiếng Nga златоглазки).

## Mô tả và sinh thái

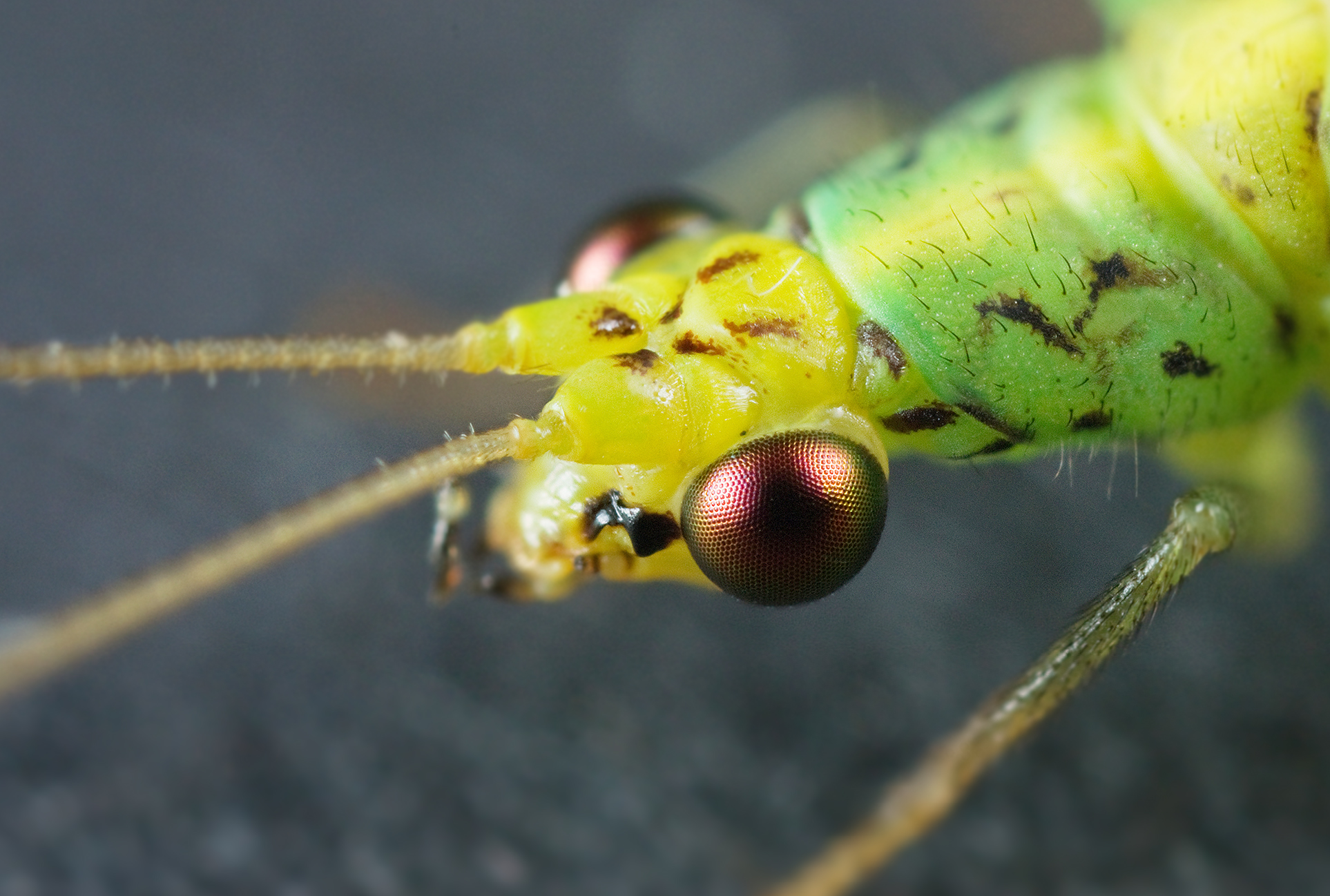
Head close-up of unidentified Chrysopa sp. from Austins Ferry, Tasmania, Australia

Những loài Chuồn chuồn cỏ ở châu Âu có thể sải cánh dài từ 6 đến 35 mm, các loài ở vùng nhiệt đới có thể kéo dài cánh hơn 65 mm. Cánh rộng xòe như màn ren với những đường gân và tĩnh mạnh xuyên trên lá cánh của chúng. Thân hình mỏng manh thường màu xanh lá cây hay xanh lá cây-nâu và mắt hợp chất có màu vàng ở nhiều loài.

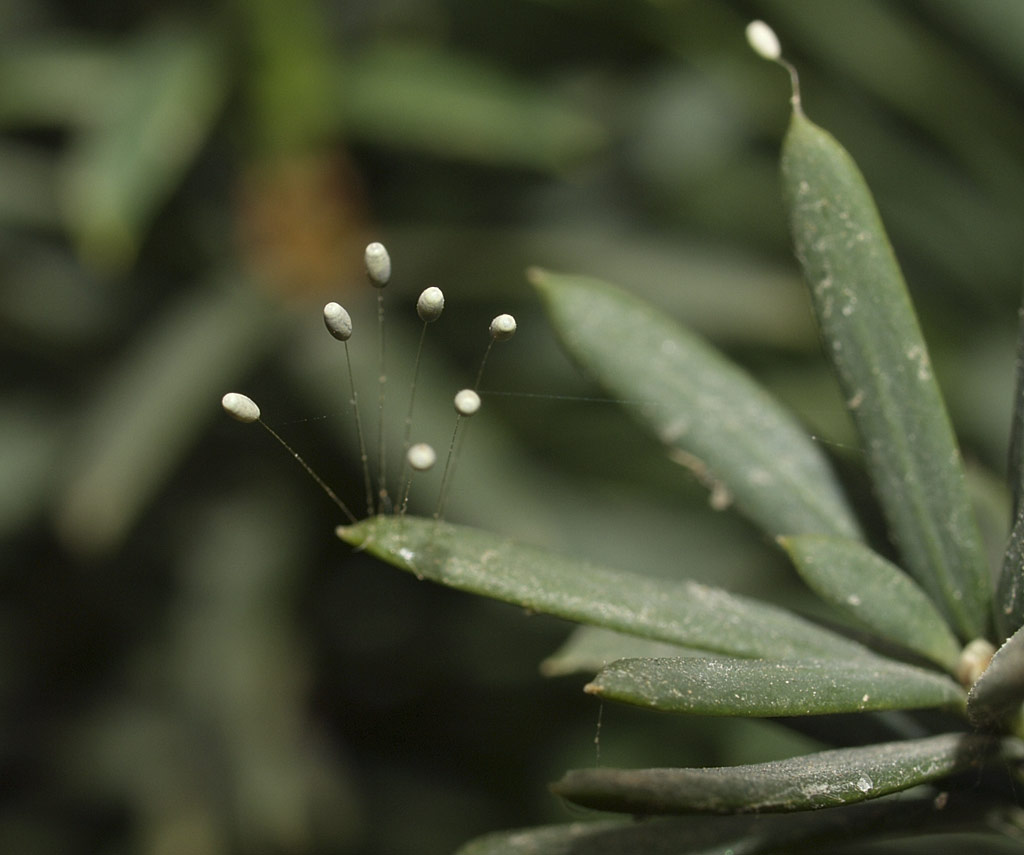
Trứng của loài Chrysopidae

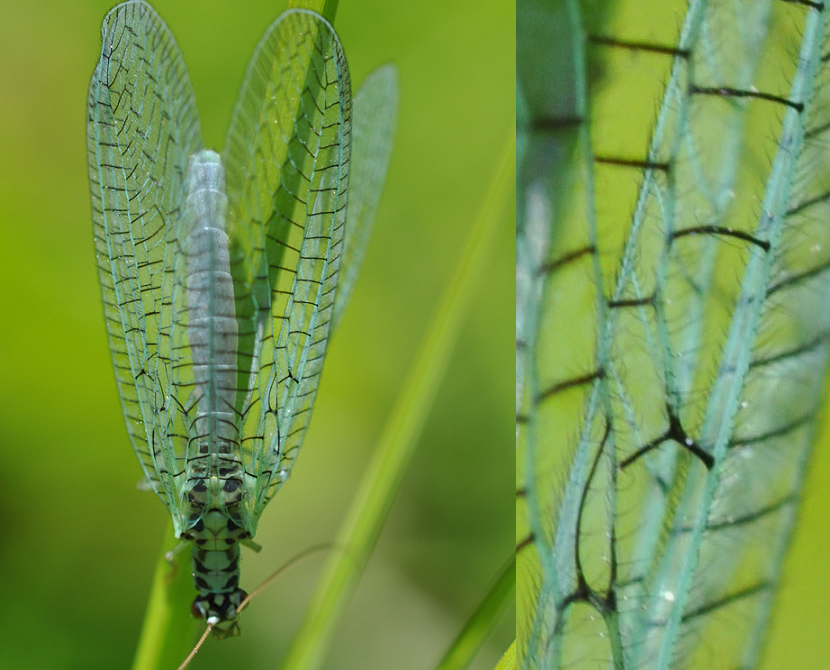
Cánh 3 tầng giống ren

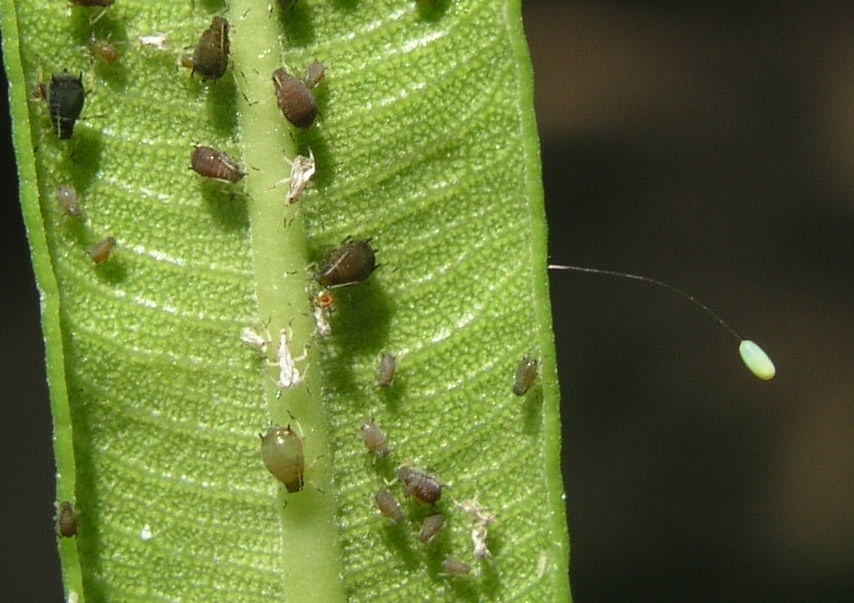
Trứng và ấu trùng Chrysopidae, rất khó nhìn rõ với mắt thường

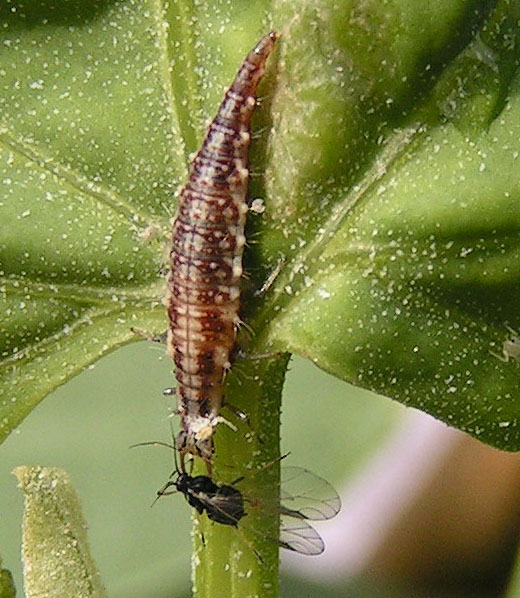
Một ấu trùng lớn (phóng to) đang tấn công một con rệp

Trứng được đẻ vào ban đêm, từng chiếc đơn lẻ hoặc từng chùm nhỏ, một con cái có thể sinh sản khoảng 100-200 trứng, có loài đến 700 trứng . Trứng được đặt trên các nhánh cây, thường là gần những nơi có nhiều rệp. Trứng từng được treo trên một ống tơ trong suốt và mảnh dài khoảng 1 cm, thường là ở mặt dưới của lá. Ngay lập tức sau khi nở, ấu trùng thay lông, sau đó lên ống tơ của trứng để sống. Các ấu trùng của Chrysopidae là giống như con sâu bướm và có một hình dạng cơ thể đặc biệt. Cơ thể là một hình tam giác, mặt trước rộng hơn so với phía sau và nhô cao lên. Các ấu trùng trẻ trông có vẻ khác nhiều so với con lớn, cơ thể là không màu và có phần trong suốt., cơ thể cũng được trang bị với các chân khớp nối (càng) và tương đối lớn, và rậm lông cứng . Chúng là những kẻ săn mồi phàm ăn, tấn công hầu hết các côn trùng có kích thước phù hợp, đặc biệt là thân mềm (rệp, sâu bướm và ấu trùng côn trùng khác, trứng côn trùng, và với nếu thiếu ăn khi mật độ cao, chúng có thể tấn công cả đồng loại). Do đó, ấu trùng còn được gọi thông tục là "sư tử rệp" ("aphidlions") hoặc "chó sói rệp" ("aphid wolves"), tương tự như các Kiến sư tử tương tự. Giác quan của chúng phát triển một cách rất yếu, ngoại trừ việc chúng rất nhạy cảm khi đụng chạm. Di chuyển xung quanh và lắc lư đầu từ hướng này sang hướng khác, và khi chúng tấn công một con mồi tiềm năng, ấu trùng nắm ngay lấy nó. Hàm trên của chúng trống rỗng, cho phép một chất bài tiết tiêu hóa được tiêm vào con mồi, làm tiêu hủy các cơ quan của rệp bằng cách này trong khoảng 90 giây. Tùy thuộc vào điều kiện môi trường, ấu trùng cần khoảng 1-3 tuần để hóa nhộng nằm trong một cái kén; loài từ các vùng ôn đới thường qua mùa đông như một con nhộng con, trong khi loài Chrysoperla carnea qua mùa đông như một con mới trưởng thành.

## Sử dụng trong phòng chống dịch hại sinh học
Trong khi phụ thuộc vào loài và điều kiện môi trường, một số loài Chrysopidae sẽ chỉ ăn khoảng 150 con mồi trong toàn bộ cuộc đời của chúng, trong các trường hợp khác thì tới 100 con rệp sẽ bị ăn trong một tuần. Vì thế, ở một số quốc gia, hàng triệu con Chrysopidae phàm ăn này được nuôi để bán như là tác nhân kiểm soát sinh học chống lại côn trùng phá hoại và sâu bệnh trong lĩnh vực nông nghiệp và làm vườn. Thường được phân phối ở dạng trứng, vì như đã nói ở trên là chúng rất hung hăng và sẽ ăn thịt cả đồng loại trong những khu vực chật hẹp và mật độ cao nhiều con chen chúc. Hiệu suất của chúng không ổn định, do đó, có rất nhiều quan tâm trong nghiên cứu thêm để cải thiện việc sử dụng Chrysopidae trong vai trò của tác nhân kiểm soát dịch hại sinh học. Một vài loài của chi Chrysoperla cũng như loài Mallada signatus cho đến nay vẫn thu hút được nhiều sự quan tâm hơn cả .
Các nhà làm vườn có thể thu hút Chrysopidae và do đó đảm bảo nguồn cung cấp ấu trùng ổn định bằng cách sử dụng một số loại cây trồng xen canh và cỏ hữu ích nhất định. Chrysopidae thường bị thu hút chủ yếu bởi các loài hoa trong họ Cúc (Asteraceae) - ví dụ: cúc kim kê (Coreopsis), cúc vạn thọ (Cosmos), hướng dương (Helianthus) và bồ công anh (Taraxacum) - và Họ Hoa tán như thì là (Anethum) hoặc bạch chỉ (Angelica).

## Các chi chọn lọc
Các chi còn sinh tồn của họ Chrysopidae được phân chia trong 3 phân họ; một vài chi chưa được phân định dứt khoát vào trong các nhóm này:

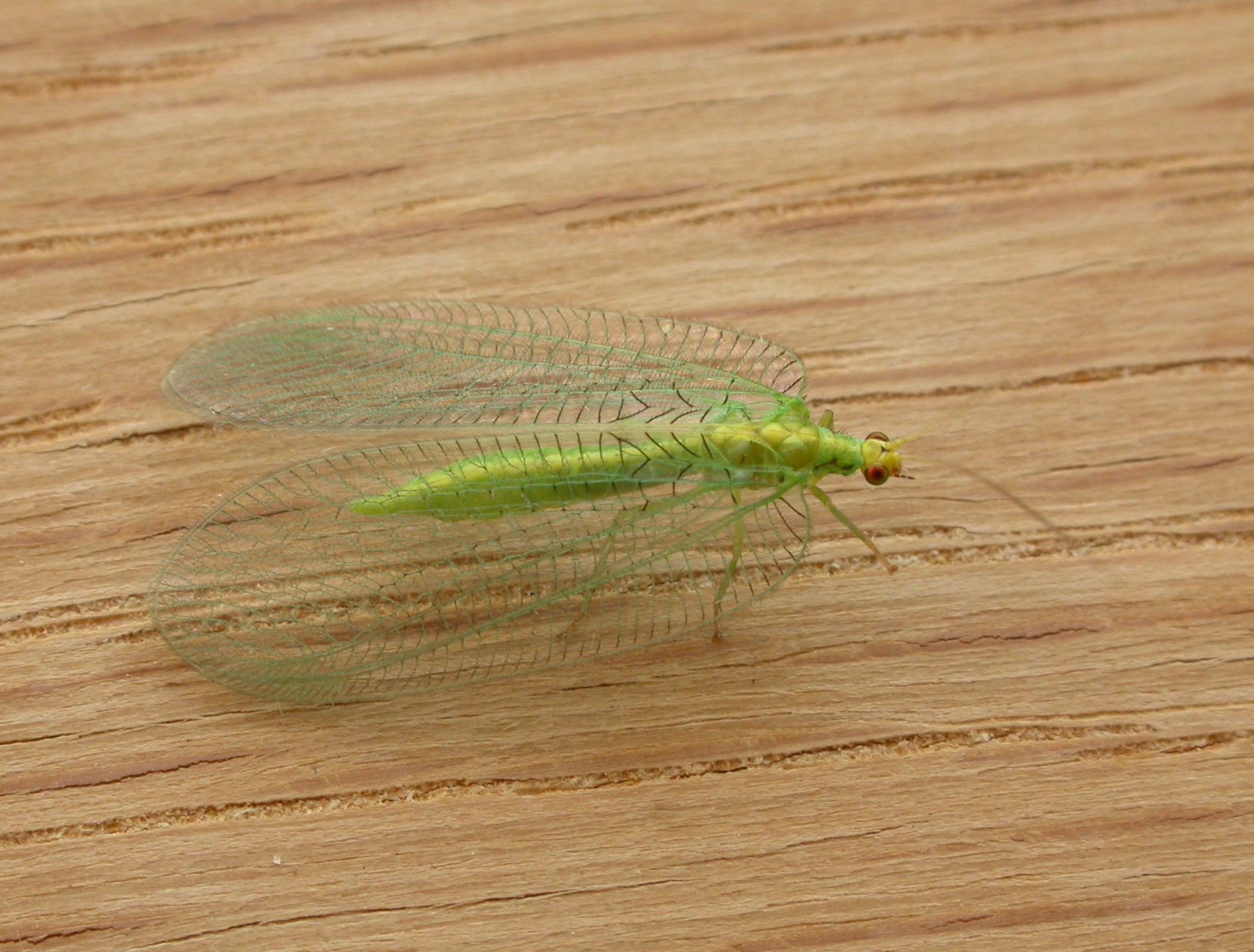
Nothancyla verreauxi (Apochrysinae)

Phân họ Apochrysinae Handlirsch, 1908
- Apochrysa (gồm cả Anapochrysa, Lauraya, Nacaura, Oligochrysa, Synthochrysa)[5]
- Domenechus
- Joguina – gồm cả Lainius[5]
- Loyola (gồm cả Claverina)[5]
- Nobilinus
- Nothancyla
- Pimachrysa

Phân họ Chrysopinae
- Khoảng 60 chi. Xem bài về phân họ lớn này.

Phân họ Nothochrysinae Navas, 1910
- Asthenochrysa
- Dictyochrysa
- Hypochrysa
- Kimochrysa
- Nothochrysa McLachlan, 1868
- Pamochrysa
- Triplochrysa

Incertae sedis
- Cladochrysa
- Maculatae

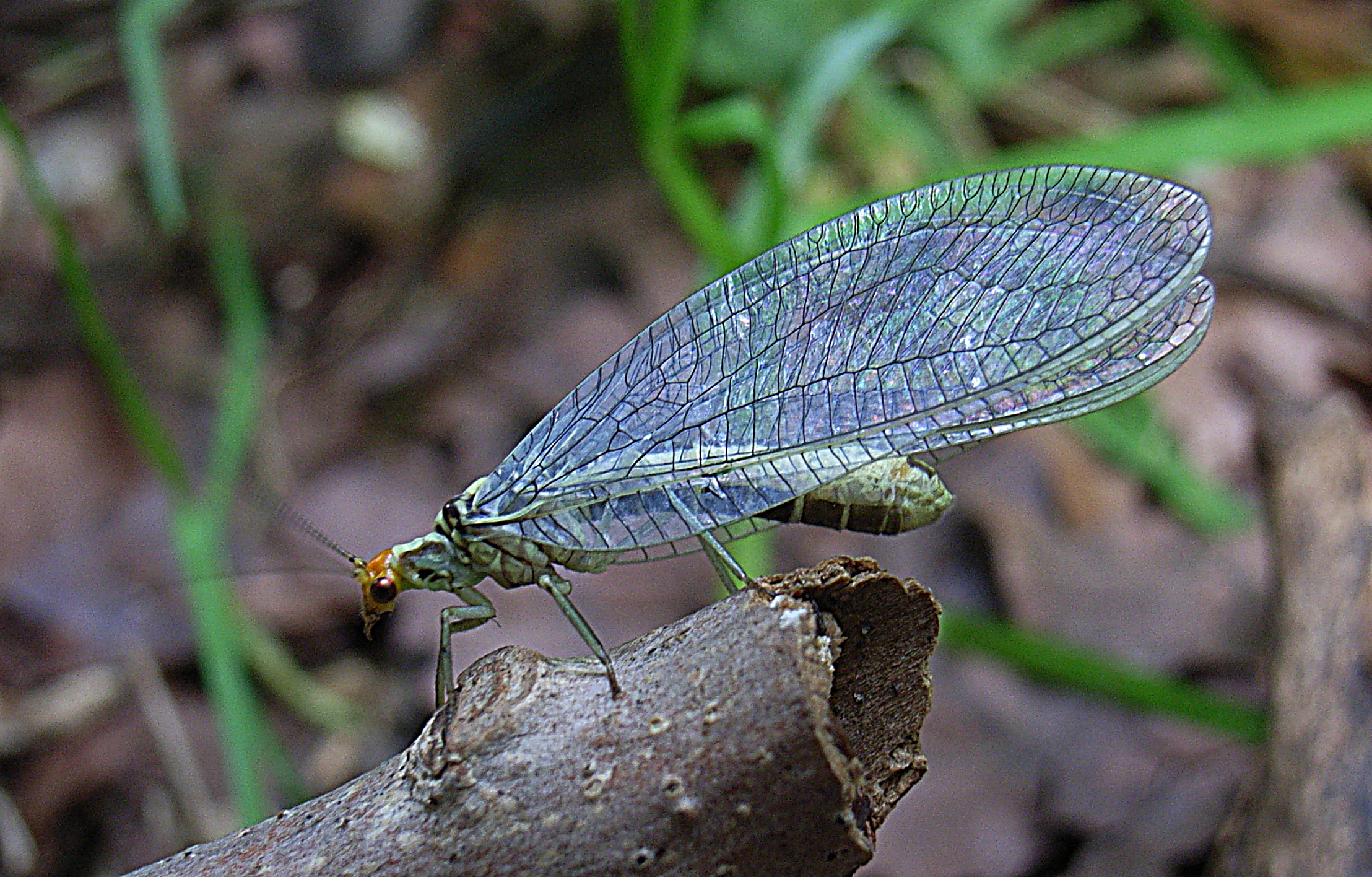
Nothochrysa fulviceps (Nothochrysinae)

- Sinochrysa Yang, 1992 (Nothochrysinae?)
- Tibetochrysa Yang, 1988 (Chrysopinae?)
- Tolmeron
- Xanthochrysa Yang & Yang, 1991 (Chrysopinae?)
- Yunchrysopa Yang & Wang, 1994 (Chrysopinae?)

## Thông tin thêm
Tháng 6 năm 2012, tại một căn nhà ở Tuy Hòa (Phú Yên), gia chủ đã phát hiện trên lá cây sả trước nhà có một "khóm hoa" màu trắng li ti hình chuông, nhiều cánh, thân mảnh như tơ. Lúc đầu, các vị sư đến nhà chiêm bái và khẳng định đó là hoa Ưu Đàm, tương truyền là 3000 năm mới nở một lần, theo kinh điển Phật giáo. Tuy nhiên, có ý kiến khác cho rằng có thể đây chỉ là một loại nấm hay là trứng của loài lacewings (Chrysopidae).

## Cước chú
1. ↑  J A Garland & D K Kevan. “Chrysopidae of Canada and Alaska (Insecta, Neuroptera): revised checklist, new and noteworthy records, and geo-referenced localities” (PDF).
2. ↑  Engel & Grimaldi (2007)
3. 1 2 3  Michel Canard & T. R. New. “Biology of Chrysopidae”.
4. ↑  New T. R. (2002): Prospects for extending the use of Australian lacewings in biological control. Acta Zoologica Academiae Scientiarum Hungaricae 48(Supplement 2): 209–216. PDF fulltext
5. 1 2 3  Winterton & Brooks (2002)
6. ↑  Tranh cãi về loài hoa '3.000 năm mới nở' ở Phú Yên, VnExpress, 12/6/2012